# Сыртланово (Мелеузовский район)
Сыртланово (баш. Һыртлан) — деревня в Мелеузовском районе Башкортостана, входит в состав Иштугановского сельсовета.

## Население
| 2002 | 2009 | 2010 |
| ---- | ---- | ---- |
| 320  | ↗343 | ↘335 |

Национальный состав
Согласно переписи 2002 года, преобладающая национальность — башкиры (96 %).

## Географическое положение
Находится на берегу реки Белой.
Расстояние до:
- районного центра (Мелеуз): 45 км,
- центра сельсовета (Иштуганово): 5 км,
- ближайшей ж/д станции (Мелеуз): 45 км.

## Известные уроженцы
- Сайранов, Садык Уильданович (15 мая 1917 — 21 октября 1976) — участник боёв на реке Халхин-Гол в 1939 году и Великой Отечественной войны, Герой Советского Союза[5][6].